# Kilwa (Distrikt)
Kilwa ist ein Distrikt in der tansanischen Region Lindi mit dem Verwaltungssitz in Kilwa Masoko. Der Distrikt grenzt im Norden an die Region Pwani, im Osten an den Indischen Ozean, im Süden an die Distrikte Lindi und Ruangwa und im Westen an den Distrikt Liwale.

## Geographie
Der Distrikt hat eine Fläche von 13.348 Quadratkilometer und 297.676 Einwohner (Stand 2012). Er wird von den drei Hauptflüssen Matandu, Mavuji und Mbwemkuru nach Osten in den Indischen Ozean entwässert.
Das Klima in Kilwa ist feucht und heiß mit Durchschnittstemperaturen von 22 bis 30 Grad Celsius. Von Mitte März bis Mai gibt es ausgiebige Regenfälle, von Ende Oktober bis Dezember fallen kurze Regenschauer, dazwischen ist es trocken. Die jährliche Niederschlagsmenge liegt im Norden bei 1000 bis 1400 Millimeter, im Süden zwischen 800 und 1400 Millimeter.

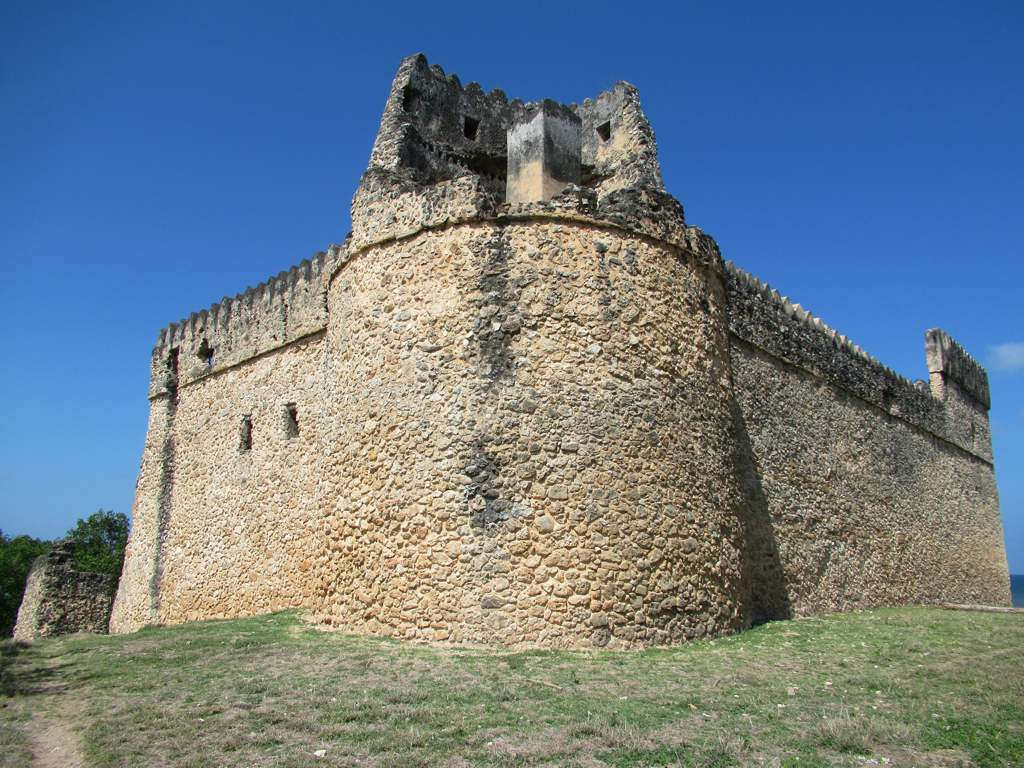
Festung Gereza auf Kilwa Kisiwani Island

## Geschichte
Der Distrikt Kilwa wurde bereits von der britischen Kolonialregierung im Jahr 1947 gegründet. 1972 wurde er aufgelöst, aber 1984 in der jetzigen Form wieder eingerichtet.

## Verwaltungsgliederung
Der Distrikt ist in zwei Wahlkreise (Jimbo) und 23 Bezirke (Kata) gegliedert.
| Kilwa Kaskazini - Chumo - Kandawale - Kibata - Kinjumbi - Kipatimu - Miguruwe - Mingumbi - Miteja - Mitole - Namayui - Njinjo - Somanga - Tingi | Kilwa Kusini - Kikole - Kiranjeranje - Kivinje/Singino - Lihimalyao - Likawage - Mandawa - Masoko - Nanjirinji - Pande Mikoma - Songosongo |

| Kilwa wird hauptsächlich von Matumbi, Ngindo und Mwera bewohnt. Von den über Fünfjährigen sprachen 57 Prozent Swahili, sechs Prozent Englisch und Swahili, 37 Prozent waren Analphabeten (Stand 2012). Von 2012 bis 2022 wuchs die Bevölkerung um jährlich 4,6 Prozent: \| Volkszählung \| Einwohner \| \| ------------ \| --------- \| \| 1988 \| 150.419 \| \| 2002 \| 171.057 \| \| 2012 \| 190.744 \| \| 2022 \| 297.676 \| | Hier fehlt eine Grafik, die leider im Moment aus technischen Gründen nicht angezeigt werden kann. Wir arbeiten daran! |
| Volkszählung | Einwohner |
| 1988 | 150.419 |
| 2002 | 171.057 |
| 2012 | 190.744 |
| 2022 | 297.676 |

## Einrichtungen und Dienstleistungen
- Bildung: Im Distrikt gibt es 108 Grundschulen mit 52.127 Schülern und 787 Lehrern. Somit kommen auf einen Lehrer 66 Schüler. Im Jahr 2018 wurden dafür 508, im Bereich der weiterführenden Schulen 114 Lehrkräfte gesucht.[9]
- Gesundheit: Für die medizinische Versorgung der Bevölkerung stehen im Distrikt zwei Krankenhäuser, eines staatlich und eines kirchlich, fünf öffentliche Gesundheitszentren und 48 Apotheken zur Verfügung.[10]
- Wasser: 43 Prozent der Bevölkerung haben Zugang zu sicherem und sauberem Wasser (Stand 2018).[11]

| Der wichtigste Wirtschaftszweig im Distrikt ist die Landwirtschaft, wo überwiegend Kleinbauern tätig sind. Danach folgen Fischfang und Handel und in geringem Maß auch Industrie und Gewerbe. - Landwirtschaft: Mehr als achtzig Prozent der Bevölkerung sind in der Landwirtschaft beschäftigt. Auf etwa 47.000 Hektar werden hauptsächlich Maniok, Mais, Erbsen, Sesam, Süßkartoffeln, Orangen, Mangos, Gemüse und Mais angebaut. Neben dem Ackerbau ist auch die Nutztierhaltung von Bedeutung. Auf 530.000 Hektar werden vor allem Hühner und Rinder gehalten. - Fischfang: Rund acht Prozent der Einwohner sind im Bereich Fischerei tätig, meist Familienbetriebe ohne technische Hilfsmittel. Im Jahr 2016 haben 1905 Fischer mit 982 Fischerbooten rund 29.000 Tonnen Fisch gefangen. - Handel: Die Händler sind kleine Geschäftsleute, die ihre Waren aus Daressalam oder Sansibar per Schiff oder auf der Straße erhalten. Daneben gibt es lokale Märkte für den täglichen Gebrauch. | Hier fehlt eine Grafik, die leider im Moment aus technischen Gründen nicht angezeigt werden kann. Wir arbeiten daran! |

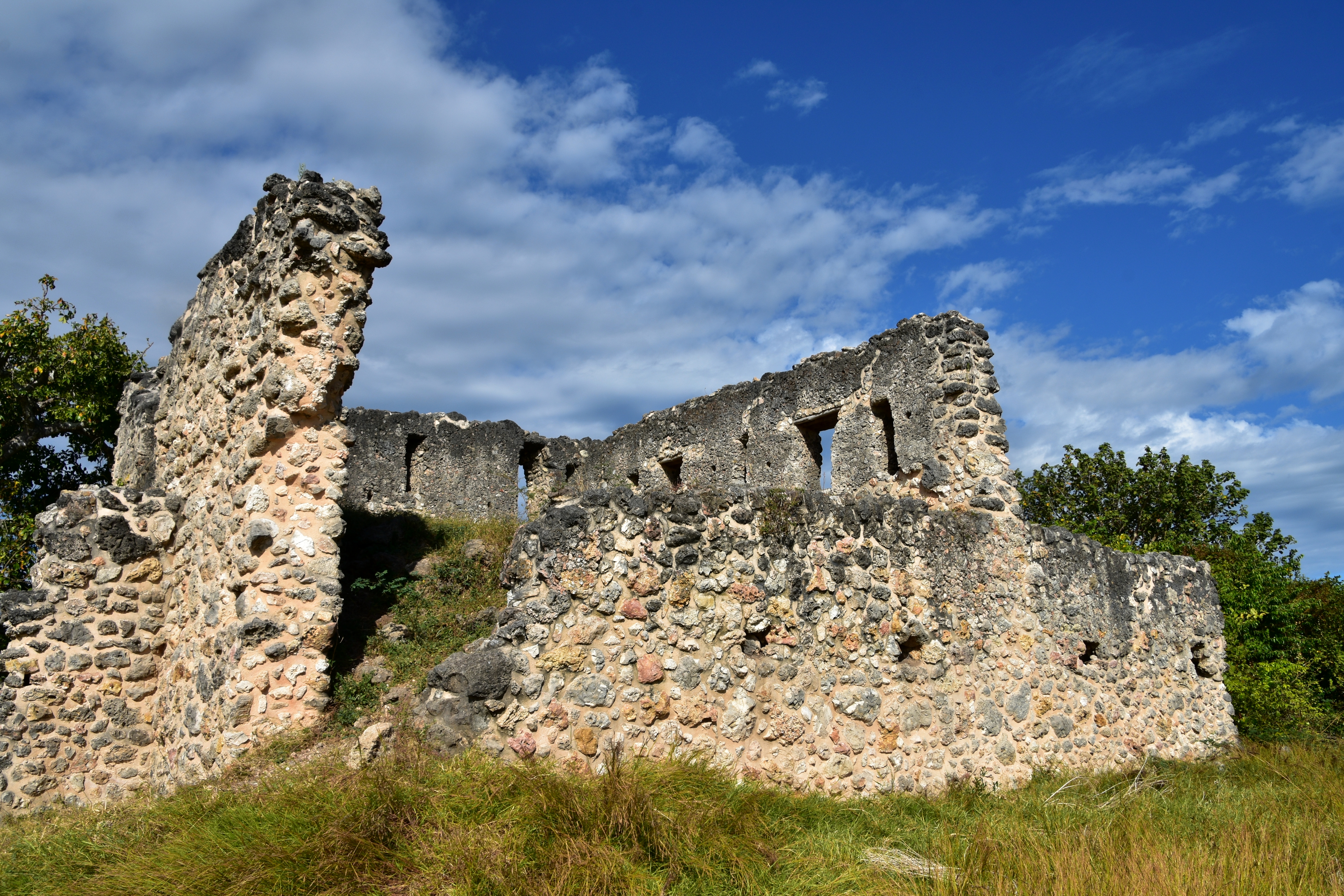
Ruinen des Makutani Palastes auf der Insel Kilwa Kisiwani

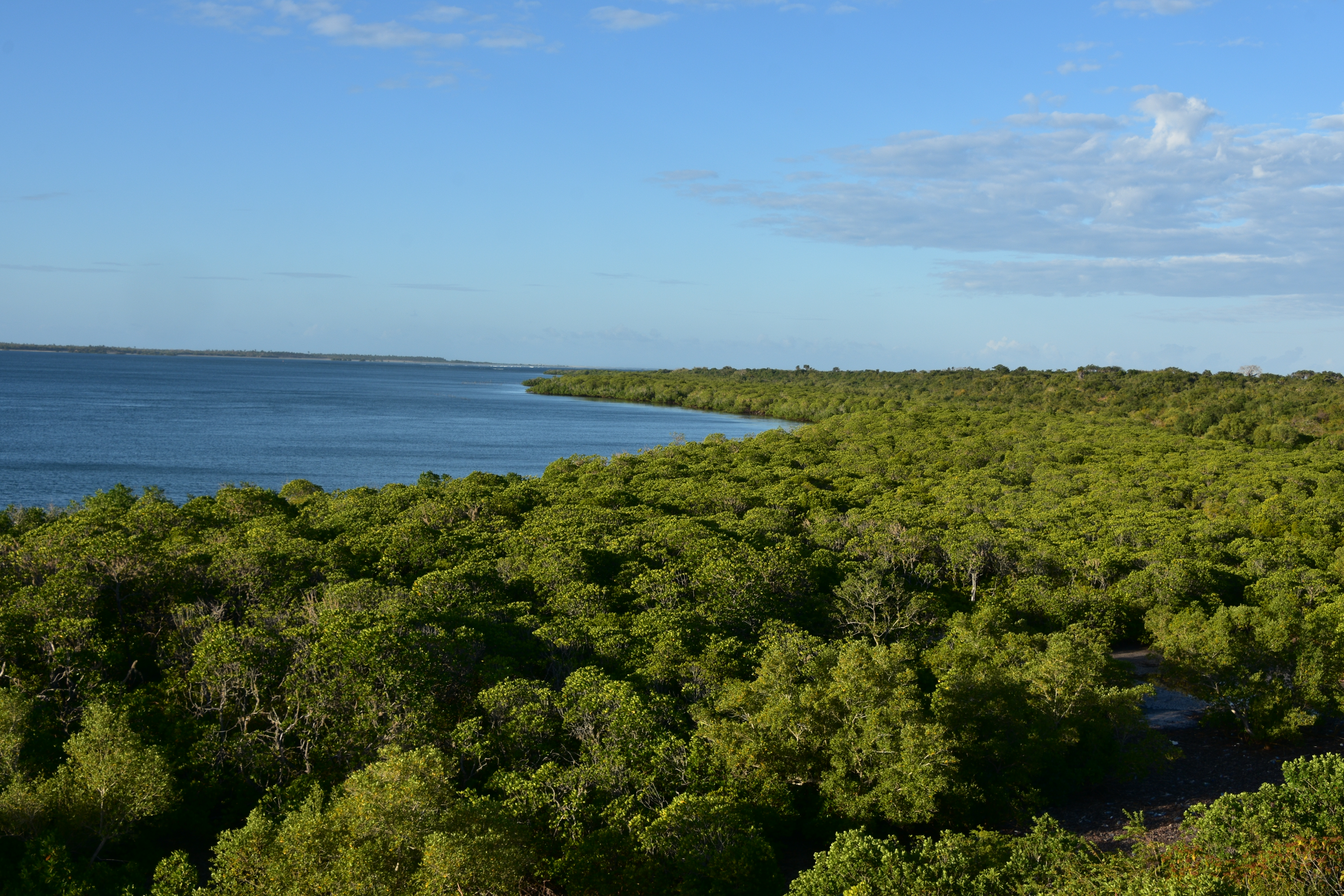
Mangrovenwald auf Kilwa Kisiwani

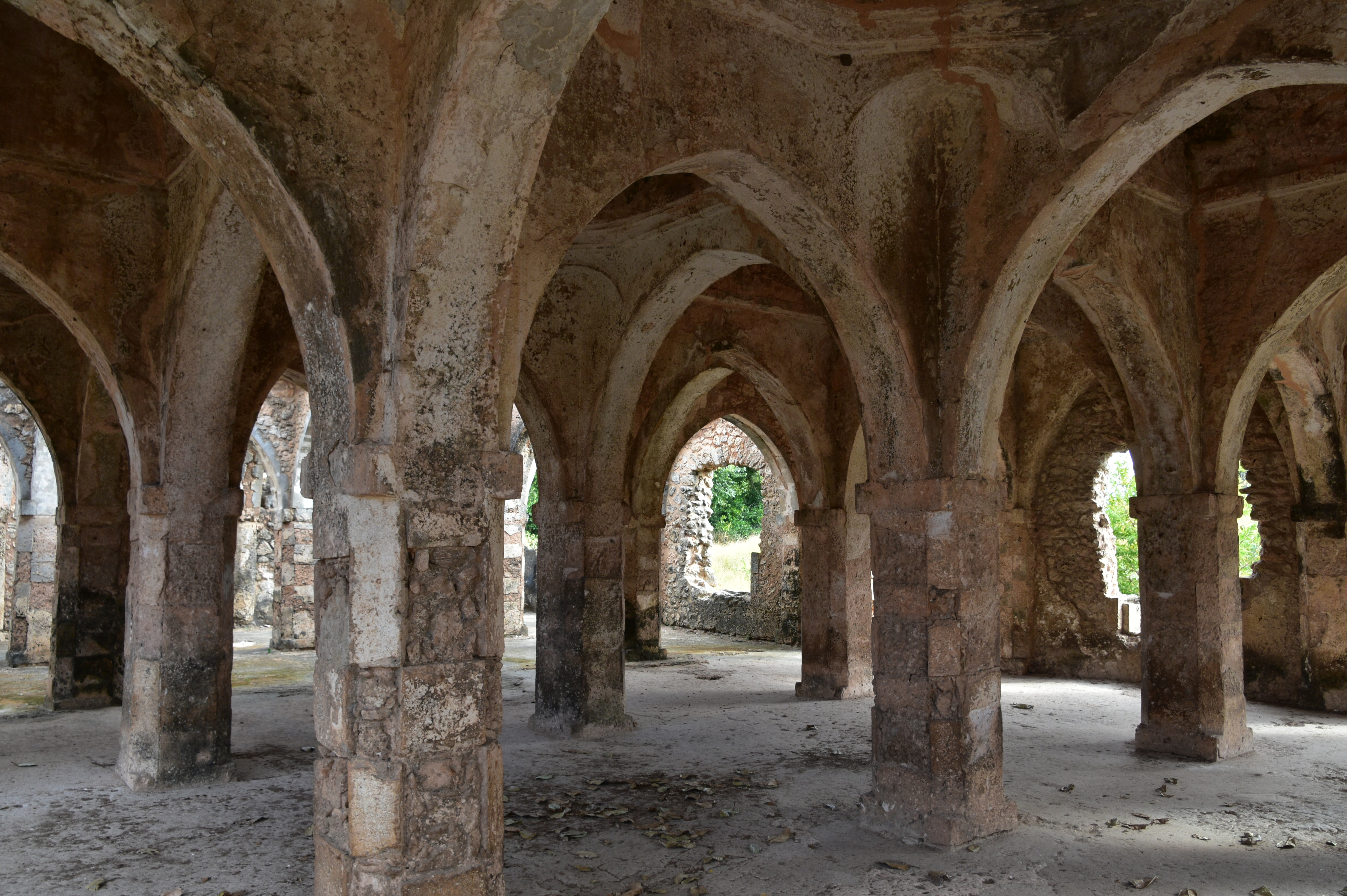
Große Moschee

- Gewerbe: Kleinen Gewerbebetriebe stellen vor allem Möbel her oder beschäftigen sich mit Fischverarbeitung und Salzgewinnung.[17]
- Bodenschätze: Im Distrikt wird Erdgas in Makangaga, Mbwemkuru und Kiranjeranje gefördert. Öl- und Gasvorkommen gibt es in Kiswele und Rushungi am Indischen Ozean, sowie auch bei Songosongo.[18]
- Fremdenverkehr: Die interessantesten Reiseziele sind die UNESCO Welterbestätten Kilwa Kisiwani und Songo Mnara. Daneben gibt es auch schöne Strände und naturbelassene Mangrovenwälder am Indischen Ozean und die Nandete Höhlen in Kittim. Der Bereich Tourismus ist jedoch nicht sehr entwickelt.[19][20]
- Verkehr: Durch den Distrikt führt die größtenteils asphaltierte Hauptverkehrsstraße von Lindi über Kilwa nach Daressalam. Die übrigen Straßen sind Naurstraßen, die in der Regenzeit nur mit Allradfahrzeugen befahrbar sind.[21][16]
- Energie: Ein Kraftwerk in Somanga versorgt den Distrikt mit elektrischer Energie. Diese ist nur in den sieben Gemeinden Masoko, Singino-Kivinje, Kinjumbi, Tingi, Miteja und Songosongo verfügbar. Ansonst sind Feuer, die mit Holz aus den Wäldern im Landesinneren oder aus den Mangrovenwäldern der Küste beheizt werden, die wichtigste Energiequelle zum Kochen oder zum Trocknen von Fisch.[16]

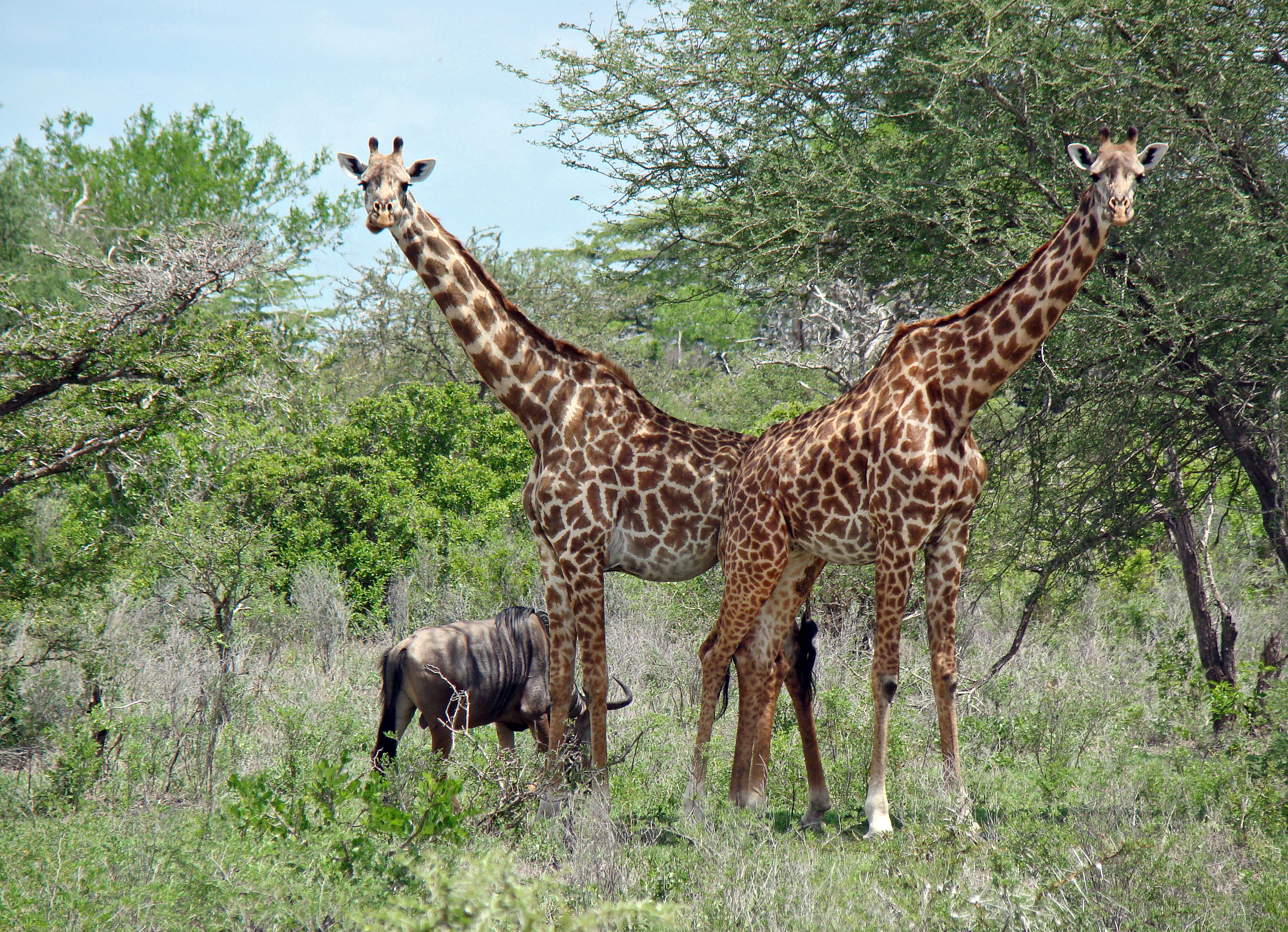
Giraffen und Gnu im Selous Wildreservat

## Sehenswürdigkeiten
- Die bekannteste Sehenswürdigkeit ist das UNESCO-Welterbe der Ruinen von Kilwa Kisiwani und Songo Mnara. Gut erhalten sind der Makutani-Palast und die Große Moschee.[19]
- Der Nordwesten des Distriktes hat Anteil am Selous Wildreservat, das wegen seines Tierreichtums an Elefanten, Nashörnern, Nilpferden, Gnus, Antilopen, Zebras, Giraffen, Warzenschweinen, Hyänen, Löwen, Leoparden, Jagdhunden und einer der größten Populationen von Büffeln in Afrika bekannt ist.[22]